# Brusque (Brazylia)
Brusque – miasto w południowej Brazylii. Jest jednym z większych miast stanu Santa Catarina.
Liczy 89 254 mieszkańców (2006) i zajmuje powierzchnię 283, 445 km².
Miasto zostało założone w roku 1860 przez Niemców przybyłych tu ze Szlezwiku-Holsztynu, Pomorza i Badenii. Po roku 1875 do miasta zaczęli również ściągać Włosi i Polacy.
W 1860 roku mieszkały tu zaledwie 54 niemieckie rodziny. Ale już w roku 1887 Brusque liczyło 11 tys. mieszkańców.
Dziś Brusque obok Blumenau i Joinville jest jednym z głównych obszarów kolonizacji niemieckiej w Santa Catarina.
W mieście działa rozwinięty jest przemysł włókienniczy oraz trzy browary.